# Шайхутдинов, Ильсур Гарафиевич
Ильсур Гарафиевич Шайхутдинов (2 января 1936 — 29 декабря 2019) — советский работник нефтегазовой промышленности, Герой Социалистического Труда.

## Биография
Родился 2 января 1936 года в деревне Арняш Арского района (по другим данным в селе Мульма Высокогорского района) Татарской АССР в семье учителя.
После средней школы окончил Арское педагогическое училище. Затем по направлению комсомола поступил в училище механизации.
После окончания училища работал в Арской МТС, в 1957—1960 годах служил в Советской армии. С декабря 1960 года работал бульдозеристом в СМУ-3 треста «Татнефтепроводстрой». Позже был направлен в Челябинск для обучения на машиниста крана-трубоукладчика. Окончив курсы, стал бригадиром (1962). Затем Шайхутдинов был назначен начальником колонны, через два года — начальником участка, затем — начальником управления строительства трубопроводов «Татнефтепроводстроя». Работал на обширной территории Советского Союза — от Сибири до Украины. Был инициатором социалистического соревнования, его управлением был внедрен комплексно-технологический поток, дающий существенную экономию средств и времени при строительстве.
Находясь на пенсии, проживал в Казани. Умер в конце декабря 2019 года.

## Награды
- В 1975 году И. Г. Шайхутдинову было присвоено звание Героя Социалистического Труда с вручением ордена Ленина (за выдающиеся заслуги в строительстве нефте- и газопроводов в стране)[3].
- Также награждён вторым орденом Ленина (1966), орденом Октябрьской Революции (1983) и медалями.